# سفیدک

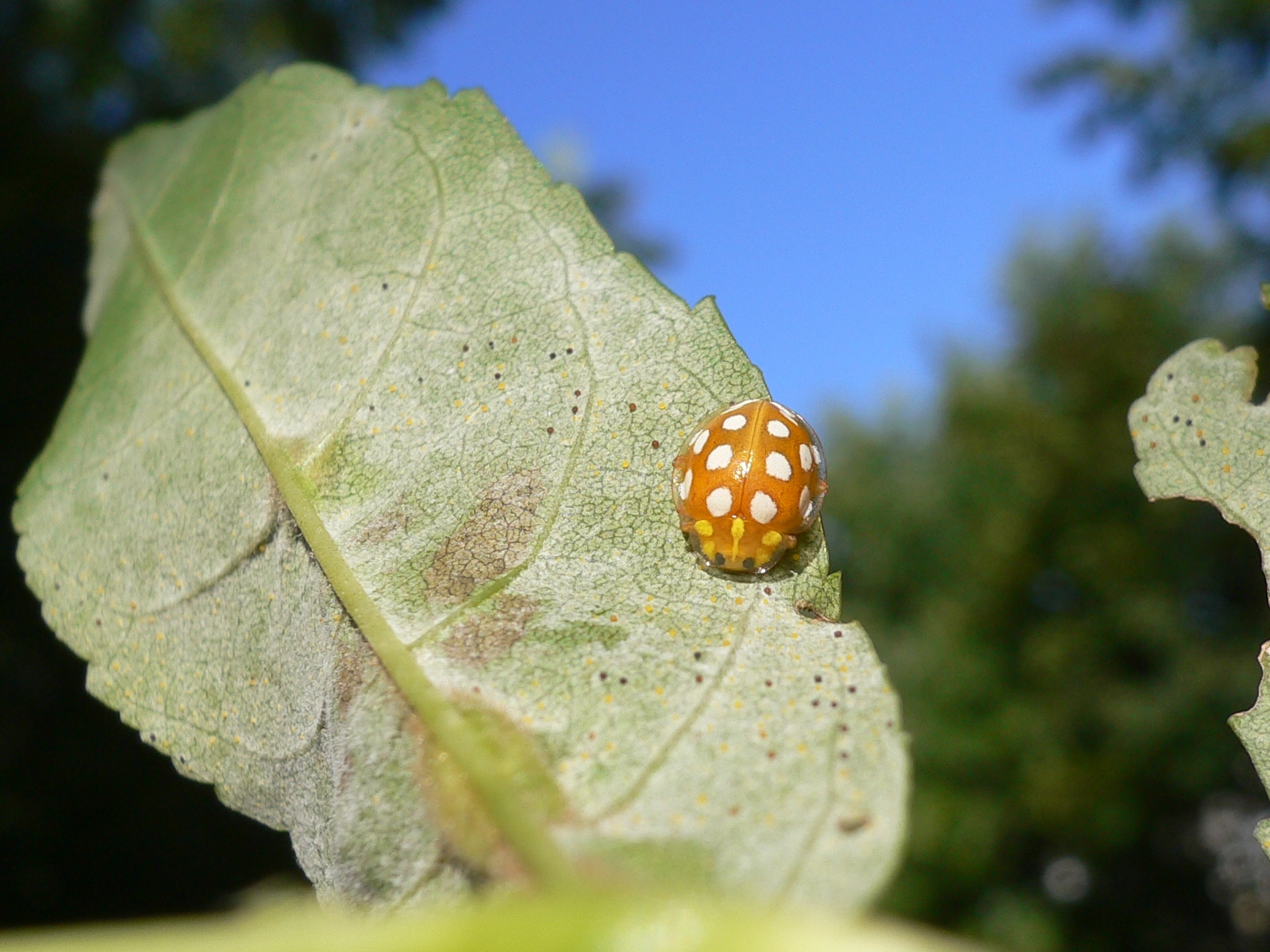
سفیدک گَردمانند که بر روی برگ پدید آمده. کفشدوزک‌ها از سفیدک تغذیه می‌کنند.

سِفیدَک (به انگلیسی: Mildew) نوعی بیماری قارچی در گیاهان است. سفیدک به لکه‌های زرد یا خشک روی برگ، ساقه و میوه گفته می‌شود که به‌طورمعمول با ریسه یا اندام‌های بارده قارچ همراه هستند.
در بیماری سفیدک در آغاز لکه‌های کوچک سفیدی به طور پراکنده روی برگ به وجود می‌آید و تدریجاً تمام برگ و گاه سطح ساقه گیاه را می‌پوشاند.
سفیدک‌ها به دو نوع داخلی یا دروغین Downy mildew و پودری یا حقیقی Powdery mildew تقسیم‌بندی می‌شوند؛ که گروه اول از خانواده Peronosporaceae از شبه قارچ‌های اوومیست و گروه دوم معمولاً از خانواده Erysiphaceae از قارچ‌های آسکومیست می‌باشند.
آبیاری بیش از اندازه گندم‌زارها می‌تواند سفیدک داخلی گندم ایجاد کند.